# سمارت للطيران
سمارت للطيران شركة طيران مصرية خاصة منخفضة التكلفة بدأت الشركة عملياتها خلال الربع الثاني من عام 2007 من قاعدتها في مطار القاهرة الدولي في مصر. الشركة التي تمتلكها جزئيا شركة مصر للطيران هي أول مشغل جوي للطيران الاقتصادي في مصر. في عام 2009 ، توسعت محفظة أعمال الشركة لتشمل عمليات الإجلاء الطبي في شكل عمليات الإسعاف الجوي.

## تاريخ الشركة
أطلقت شركة سمارت للطيران عملياتها في 3 مايو 2007 بطائرة واحدة ذات 10 مقاعد من طراز سيسنا سايتيشن (Cessna Citation Sovereign jet aircraft) , وكانت الشركة قد وقعت اتفاقا مع البنك الأهلي المصري للحصول على قرض قيمتة 45 مليون دولار لتمويل عملياتها التوسعية.

## ملكية الشركة
تتوزع مليكة شركة سمارت للطيران كالتالي:
- وزارة الطيران المدني المصري 60%.
- الشركة المصرية القابضة للمطارات والملاحة الجوية 20 ٪.
- مصر للطيران 20%

## الأسطول

خلال معرض الطيران افيكس 2008 في شرم الشيخ ، تلقت شركة سمارت للطيران الطائرة الثالثة من طراز سيسنا سايتيشن , وفي اليوم نفسه أعلن شرطة سمارت للطيران انها قدمت أمر إضافي لمزيد من الطائرات (أي ما مجموعه 6 طائرات أمر منذ عام 2007).